# Collegio elettorale di Grosseto (Regno di Sardegna)
Il collegio elettorale di Grosseto è stato un collegio elettorale uninominale del Regno di Sardegna, uno dei tre della provincia. Fu istituito col regio decreto del 21 gennaio 1860 promulgato del governo provvisorio guidato da Bettino Ricasoli. Comprendeva, oltre al capoluogo, i territori di Monte Argentario, Campagnatico, Castiglione della Pescaia, Giglio, Magliano, Manciano, Orbetello, Scansano.

## Dati elettorali
Nel collegio si svolsero votazioni solo per la settima legislatura. In seguito il collegio fu riconfermato anche nel Regno d'Italia.

### VII legislatura
Le votazioni si svolsero in 387 collegi uninominali a doppio turno. Come previsto dalla legge elettorale del 20 novembre 1859, era eletto al primo turno il candidato che «riunisce in suo favore più del terzo dei voti del total numero dei membri componenti il collegio e più della metà dei suffragi dati dai votanti presenti all'adunanza» (art. 91). Se nessun candidato era eletto, al ballottaggio tra i due candidati con più voti era eletto chi otteneva il maggior numero di voti (art. 92) o, in caso di ugual numero di voti, il maggiore d'età (art. 93).
| Partito                            | Partito                            | Candidato                          | Risultati 25 marzo 1860 | Risultati 25 marzo 1860 |
| Partito                            | Partito                            | Candidato                          | Voti                    | %                       |
| ---------------------------------- | ---------------------------------- | ---------------------------------- | ----------------------- | ----------------------- |
|                                    | —                                  | Vincenzo Ricasoli                  | 638                     | 98,61                   |
|                                    | —                                  | Antonio De Witt                    | 9                       | 1,39                    |
|                                    |                                    |                                    |                         |                         |
| Iscritti                           | Iscritti                           | Iscritti                           | 899                     | 100,00                  |
| ↳ Votanti (% su iscritti)          | ↳ Votanti (% su iscritti)          | ↳ Votanti (% su iscritti)          | 655                     | 72,86                   |
| ↳ Voti validi (% su votanti)       | ↳ Voti validi (% su votanti)       | ↳ Voti validi (% su votanti)       | 647                     | 98,78                   |
| ↳ Schede non valide (% su votanti) | ↳ Schede non valide (% su votanti) | ↳ Schede non valide (% su votanti) | 8                       | 1,22                    |
| ↳ Astenuti (% su iscritti)         | ↳ Astenuti (% su iscritti)         | ↳ Astenuti (% su iscritti)         | 244                     | 27,14                   |